# Alan Parsons
Alan Parsons OBE (sinh ngày 20 tháng 12 năm 1948) là một kỹ sư âm thanh, nhạc sĩ, nhạc công và nhà sản xuất thu âm người Anh. 
Parsons tạo tiếng vang khi là kỹ thuật viên âm thanh trực tiếp thu âm và xử lý nhiều album được coi là xuất sắc nhất lịch sử âm nhạc, trong đó có Abbey Road (1969) và Let It Be (1970) của The Beatles, và The Dark Side of the Moon (1973) của Pink Floyd, ngoài ra còn có album đầu tay của nhóm Ambrosia. Ngoài sự nghiệp solo, ban nhạc The Alan Parsons Project của ông cũng có nhiều thành công trên toàn thế giới. Parsons từng được đề cử 13 Giải Grammy, tuy nhiên phải tới tận năm 2019 ông mới lần đầu tiên được nhận giải Grammy cho Album có chất lượng surround tốt nhất dành cho ấn bản 35 năm của album Eye in the Sky.